# Tomás Belmonte
Tomás Belmonte (Lanús, 27 mei 1998) is een Argentijns voetballer die doorgaans speelt als middenvelder. In juli 2024 verruilde hij Deportivo Toluca voor Boca Juniors.

## Clubcarrière
Belmonte speelde in de jeugdopleiding van Lanús en maakte bij die club ook zijn professionele debuut. In de Primera División werd in eigen huis gelijkgespeeld tegen Patronato. Lanús kwam op voorsprong door een doelpunt van Gabriel Carrasco en de gelijkmaker kwam van Sebastián Ribas. Belmonte moest van coach Ezequiel Alejo Carboni op de reservebank beginnen en hij viel zestien minuten voor tijd in voor Alejandro Silva. Tijdens de eerste speelronde van het seizoen 2018/19 begon Belmonte in de basis tegen Defensa y Justicia en zag hij Ribas de score openen uit een strafschop. Na twaalf minuten verdubbelde Belmonte de voorsprong, waarmee hij zijn eerste doelpunt maakte als profvoetballer. Uiteindelijk eindigde de wedstrijd in 2–2 door twee doelpunten van Nicolás Fernández.
In de zomer van 2023 stapte Belmonte over naar Deportivo Toluca. Belmonte zou een jaar in Mexico spelen, voor Boca Juniors hem voor circa drieënhalf miljoen euro terughaalde naar Argentinië. Bij zijn nieuwe club tekende hij een contract voor vierenhalf jaar.

## Clubstatistieken
| Seizoen | Club             | Competitie       | Competitie | Competitie | Beker | Beker | Internationaal | Internationaal | Totaal | Totaal |
| Seizoen | Club             | Competitie       | Wed.       | Dlp.       | Wed.  | Dlp.  | Wed.           | Dlp.           | Wed.   | Dlp.   |
| ------- | ---------------- | ---------------- | ---------- | ---------- | ----- | ----- | -------------- | -------------- | ------ | ------ |
| 2017/18 | Lanús            | Primera División | 15         | 0          | 1     | 1     | 4              | 0              | 20     | 1      |
| 2018/19 | Lanús            | Primera División | 24         | 4          | 4     | 0     | —              | —              | 28     | 4      |
| 2019/20 | Lanús            | Primera División | 16         | 0          | 3     | 0     | 1              | 0              | 20     | 0      |
| 2020/21 | Lanús            | Primera División | 7          | 0          | 2     | 0     | 9              | 5              | 18     | 5      |
| 2021    | Lanús            | Primera División | 29         | 3          | 0     | 0     | 3              | 1              | 32     | 4      |
| 2022    | Lanús            | Primera División | 26         | 0          | 1     | 0     | 7              | 1              | 34     | 1      |
| 2023    | Lanús            | Primera División | 21         | 2          | 0     | 0     | —              | —              | 21     | 2      |
| 2023/24 | Deportivo Toluca | Liga MX          | 29         | 2          | 0     | 0     | 2              | 0              | 31     | 2      |
| 2024    | Boca Juniors     | Primera División | 1          | 0          | 0     | 0     | 0              | 0              | 1      | 0      |
| Totaal  | Totaal           | Totaal           | 168        | 11         | 11    | 1     | 26             | 8              | 205    | 20     |

Bijgewerkt op 23 juli 2024.